# Polyrhachis rotoccipita
Polyrhachis rotoccipita is een mierensoort uit de onderfamilie van de schubmieren (Formicinae). De wetenschappelijke naam van de soort is voor het eerst geldig gepubliceerd in 2002 door Xu.